# كيمي ميسنر
كيمبرلي كلير ميسنر (من مواليد 4 أكتوبر 1989) لاعبة تزلج فني على الجليد أمريكية، وهي بطلة العالم لعام 2006، وبطلة القارات الأربع لعام 2007، والبطلة الوطنية للولايات المتحدة لعام 2007. إنها أول سيدة أمريكية تحمل ألقاب العالم والقارات الأربع والوطنية في نفس الوقت. في عام 2005 أصبحت ميسنر ثاني امرأة أمريكية تحصل على قفزة محورية ثلاثية في المنافسة الوطنية. كانت أصغر رياضية أمريكية تنافس في الألعاب الأولمبية الشتوية 2006، حيث جاءت في المركز السادس.  في الشهر التالي فازت بالميدالية الذهبية في بطولة العالم، تم إدخالها إلى قاعة مشاهير التزلج الفني على الجليد في الولايات المتحدة في عام 2020.

## نشأتها
كيمبرلي "كيمي" مايسنر وُلِدت في 4 أكتوبر 1989، في تاوسون، ماريلاند، وهو أصغر أبناء الطبيب بول مايسنر وجودي (روث) مايسنر. كان والدها بول يلعب الهوكي على الجليد في دوريات الشباب عندما كان في المدرسة الثانوية في بافالو، نيويورك، وفي دوريات الكبار في ماريلاند، بعد التحاقه بجامعة بافالو، ومدرسة الدراسات العليا في كليفلاند، وإقامة جراحية في ديترويت وبالتيمور. هاجر أجداد مايسنر من جهة الأم، إيمانويل وبولينا نوفو، إلى الولايات المتحدة من غاليسيا، إسبانيا، في عشرينيات القرن العشرين؛ التقيا في بوفالو وأنجبا تسعة أطفال و60 حفيدًا، بما في ذلك مايسنر. عائلة مايسنر هي كاثوليكية؛ وقد عُمِّدت في ويليامزفيل، نيويورك، بالقرب من المكان الذي نشأ فيه والداها في بافالو. وكانوا يحضرون القداس بانتظام في إحدى الرعية في هيكوري، ماريلاند.